# Satterlyita
La satterlyita és un mineral de la classe dels fosfats. Rep el seu nom del Dr. Jack Satterly (1907-1993), geòleg canadenc del departament de Mines d'Ontario i del Museu Reial d'Ontario.

## Característiques
La satterlyita és un fosfat de fórmula química (Fe2+,Mg,Fe3+)₁₂(PO₄)₅(PO₃OH)(OH,O)₆. Va ser aprovada com a espècie vàlida per l'Associació Mineralògica Internacional l'any 1976. Cristal·litza en el sistema trigonal. La seva duresa a l'escala de Mohs oscil·la entre 4,5 i 5.
Segons la classificació de Nickel-Strunz, la satterlyita pertany a «08.BA: Fosfats, etc. amb anions addicionals, sense H₂O, només amb cations de mida mitjana, (OH, etc.):RO₄ sobre 1:1» juntament amb els següents minerals: ambligonita, montebrasita, tavorita, triplita, zwieselita, sarkinita, triploidita, wagnerita, wolfeïta, stanĕkita, joosteïta, hidroxilwagnerita, arsenowagnerita, holtedahlita, althausita, adamita, eveïta, libethenita, olivenita, zincolibethenita, zincolivenita, auriacusita, paradamita, tarbuttita, barbosalita, hentschelita, latzulita, scorzalita, wilhelmkleinita, trol·leïta, namibita, fosfoel·lenbergerita, urusovita, theoparacelsita, turanita, stoiberita, fingerita, averievita, lipscombita, richel·lita i zinclipscombita.

## Formació i jaciments
Va ser descoberta prop el riu Big Fish, al districte miner de Dawson, al territori de Yukon, al Canadà. Es tracta de l'únic indret on ha estat trobada aquesta espècie mineral.